# Nowowiejskie Góry
Nowowiejskie Góry – zespół wzniesień z najwyższym o wysokości 113,6 m n.p.m., znajdujący się na Wysoczyźnie Choczewskiej - Kępie Redkowickiej, położony w woj. pomorskim, w powiecie lęborskim, na obszarze gminy Nowa Wieś Lęborska.
Ok. 1 km na południowy wschód leży Nowa Wieś Lęborska.

## Nazwa
Nazwę Nowowiejskie Góry wprowadzono urzędowo w 1949 roku, zastępując poprzednią niemiecką nazwę Neuendorfer Berg.